# 小行星3645
小行星3645（3645 Fabini）是一颗绕太阳运转的小行星，为主小行星带小行星。该小行星于1981年8月28日发现。

## 轨道参数
小行星3645的轨道半长轴为2.7024879 UA，离心率为0.08。